# سالم ميكوريا
سالم ميكوريا(بالإنجليزية: Mekuria Salem) ولدت عام 1947 صانعة أفلام مستقلة وفنانة فيديوهات اثيوبية أمريكية.

## سيرة ذاتية
ولدت ميكوريا في أديس أبابا (أثيوبيا) تلقت تعلينها هناك في أكسوم، وانتقلت إلى الولايات المتحدة عام 1967 , هناك درست العلوم السياسية والصحافة في كلية ماكليستر. أكملت اللقب الثاني في موضوع تكنولوجيا التعليم والإنتاج الإعلامي من جامعة ولاية سان فرانسيسكو عام 1978. عملت لاحقا في محطة تلفزيون WGBH  في بوسطن، حيث بدأت عملها كسكرتيرة لكنها في النهاية أصبحت منتجة في سلسلة العلوم الشعبية نوفا. ميكوريا حصلت على لقب البروفيسور لدراسات المرأة في قسم الفنون في كلية ويليلسي.[بحاجة لمصدر]
[بحاجة لمصدر]
ميكوريا كاتبة منتجة ومخرجة ومنشأت فيديوهات متعلقة باثيوبيا. ظهرت اعمالها في بينالي البندقية الخمسين، ومهرجان CinemaAfricas  في السويد، ومتحف الفنون الجميلة في بوسطن في متحف القومي للفنون الأفريقية سميثسونيان  بالحدث 11 دوكومنتا في برلين ومهرجان الأفلام الأفريقي في نيويورك.
كانت ميكوريا زميلة زميلة في برنامج فولبرايت من 2003-2004 . حصلت على العديد من المنح الدراسية، بما في ذلك من معهد رادكليف للدراسات العليا، منحة نيو جلاند الإعلامية، منحة روفلر متعددة الثقافات في عام 1995 , تم اختيارها كفنانة المنزل المسمى على اسم  ليلى والاس من قبل رايدرز دايجست الدولية في عام 1993 ومنحة معهد بونتينج في كلية رادكليف. في عام 1991 , حصلت على جائزة مؤسسة ولاية ماساتشوستس للفنون. حظيت أفلام ميكوريا بالثناء على الفلم والإخراج في 1991 و 1997 على التوالي في مهرجان السمراء ماريا للفلام والفيديوهات.

## أفلام (اعمالها)
تم ترشيح فيلم Our Place In The Sun (1988) لجائزة إيمي
كما أتذكرها: صورة لدوروثي ويست (1991)
Sidet: Forced Exile (1991) - فيلم وثائقي، فاز بجائزة Apple الفضية في مهرجان الفيلم التعليمي والفيديو لعام 1993، والمركز الأول في Black National Consortium for Black Programs ، بالإضافة إلى أفضل فيلم مستقل في New England Film and Video Festival
فاز Ye Wonz Maibel (Flood) (1997)، بالمركز الأول في الاتحاد الوطني الأسود للبرامج السوداء
تركيبات الفيديو
تمزق: قصة متعددة الجوانب، بينالي البندقية (2003)
تخيل طوبيا (2006-2007)
قصص مربعة، أديس أبابا (2010